# 채정 (고려 중기)
채정(蔡靖: ? ~ 1217년)은 고려 중기의 문신으로, 본관은 음성이다. 진광인의 사위이기도 하다.

## 이력
- 생년: 미상
- 1182년(명종 12): 〈손시양 정려비〉를 지음.
- 임기가 차 국학학정(國學學正)로 임명됨,[1]
- 진양(晉陽: 오늘날 경상남도 진주시)의 수령이 됨.[1]
- 1202년(신종 5): 동도(東都: 오늘날 경상북도 경주시)와 영주(永州: 오늘날 경상북도 영천시)에서 변란이 일어나자[3] 유수부사(留守副使)로 임명되어 보내짐. 채정이 온다는 소식을 듣고 지방 사람들이 마음을 돌리니 안정됨.[1]
- 1211년(희종 7): 과거를 주관해 정종서(鄭宗諝) 등을 뽑음.[4]
- 1214년(고종 원): 동지공거로서 과거를 주관함.[5]
- 1216년(고종 3): 지공거로서 과거를 주관함.[6]
- 1217년(고종 4): 죽음. 임금의 지시로 관청에서 장례를 주관하도록 했고, 그가 적(賊)을 평정한 공로를 기리도록 함.[7]

## 전기 자료
- 《고려사》 권103, 〈열전〉16, 채정